# Espronceda (pel·lícula)
Espronceda és una pel·lícula dramàtica i biogràfica espanyola del 1945 escrita i dirigida per Fernando Alonso Casares, amb un guió basat en una obra de teatre d'Eduard Marquina i Angulo i protagonitzada per Armando Calvo i Amparo Rivelles.

## Sinopsi
El poeta romàntic i liberal espanyol José de Espronceda s'enamora de Teresa Mancha, a la que torna a veure en el seu exili a París. Quan torna a Madrid la seva mare vol que es casi amb Bernarda de Beruete.

## Repartiment
- Amparo Rivelles 	... 	Teresa Mancha
- Armando Calvo 	... 	José de Espronceda
- Concha Catalá 	... 	Doña Carmen
- Ana María Campoy ... 	Bernarda
- Jesús Tordesillas... 	Miguel de los Santos
- Nicolás D. Perchicot... 	Coronel Mancha
- Fernando Fernán Gómez... 	Mister Wilde
- Julio Rey de las Heras 	... 	Brummel
- Carmen Cobeña... Lady Blesington
- Juan Calvo... 	Bayo

## Premis
El 8 d'octubre de 1945 la pel·lícula va aconseguir un premi econòmic de 250.000 ptes, als premis del Sindicat Nacional de l'Espectacle de 1945.